# Sehaîlia
Sehaîlia (em árabe: سحايلية) é uma cidade e comuna localizada na província de Mascara, Argélia. Segundo o censo de 2008, a população total da cidade era de 10 218 habitantes.